# Objaw Spurlinga
Objaw Spurlinga – swoisty, lecz mało czuły objaw neurologiczny występujący w radikulopatii szyjnej. Bada się go zwracając głowę w stronę występującego bólu korzeniowego, jednocześnie wywołując nacisk osiowy na kręgosłup, co w efekcie spowoduje nasilenie dolegliwości bólowych.
Objaw został po raz pierwszy opisany przez amerykańskiego neurochirurga Roya Spurlinga.